# Araeomolis rhodographa
Araeomolis rhodographa är en fjärilsart som beskrevs av George Francis Hampson 1901. Araeomolis rhodographa ingår i släktet Araeomolis och familjen björnspinnare. Inga underarter finns listade i Catalogue of Life.